# 神黄铁路
神黄铁路自陕西省神木神东煤田大柳塔东至河北省沧州市的黄骅港，全长815公里，是中国“西煤东运”的第二大通道。由神朔铁路和朔黄铁路所组成。